# Brachyamytta rapidoaestima
Brachyamytta rapidoaestima är en insektsart som beskrevs av Naskrecki 2008. Brachyamytta rapidoaestima ingår i släktet Brachyamytta och familjen vårtbitare. Inga underarter finns listade i Catalogue of Life.